# Cataonia erubescens
Cataonia erubescens là một loài bướm đêm trong họ Crambidae.